# Polycycnis
Polycycnis Rchb. f. è un genere di piante appartenente alla famiglia delle Orchidacee.
Il suo nome deriva dal greco polys (molti) e kyknos (cigno) per la forma del suo labello che ricorda appunto il collo e la testa di un cigno.

## Descrizione
Sono orchidee epifite con fusti corti e foglie venate; i fiori sono eretti su racemi penduli, hanno petali e labello grandi.

## Distribuzione e habitat
Il genere è diffuso in America centrale (Costa Rica, Honduras, Panama) e meridionale (Bolivia, nord-est del Brasile, Colombia, Ecuador, Guyana, Suriname, Perù, Venezuela).

## Tassonomia
Comprende le seguenti specie:
- Polycycnis annectans Dressler
- Polycycnis aurita Dressler
- Polycycnis blancoi G.Gerlach
- Polycycnis escobariana G.Gerlach
- Polycycnis grayi Dodson
- Polycycnis lehmannii Rolfe
- Polycycnis lepida Linden & Rchb.f.
- Polycycnis muscifera (Lindl. & Paxton) Rchb.f.
- Polycycnis ornata Garay
- Polycycnis pfisteri Senghas, Tagges & G.Gerlach
- Polycycnis silvana F.Barros
- Polycycnis surinamensis C.Schweinf.
- Polycycnis tortuosa Dressler
- Polycycnis villegasiana G.Gerlach

## Coltivazione
Il terreno che le  Polycycnis richiedono è composto da osmunda e sfagno in parti uguali che verrà posto in cestelli appesi in serra calda e umida (l'umidità è importante specialmente nel periodo vegetativo).
Durante il periodo invernale la temperatura in serra non dovrà scendere sotto i 13 °C e le annaffiature andranno ridotte mentre dovranno essere regolari e abbondanti nel periodo estivo. La moltiplicazione avviene per divisione durante il periodo primaverile.